# Гаплогруппа K1f (мтДНК)
Гаплогруппа K1f — гаплогруппа митохондриальной ДНК человека.

## Палеогенетика

### Мезолит
Iron Gates Mesolithic
- I5244 / PADN_18b — Падина, Сербия — 9115–8555 calBCE (9424±55 BP, PSUAMS-2376) — Ж — K1f.[1]
- Vlasa37 / UBA-29840 — Vlasac, Сербия — 6767–6461 calBC — М — R1b1c (V88, PF6279) : K1f.[2]

### Энеолит
Ремеделло
- Iceman.SG / Этци — Эцтальские Альпы — 3484–3104 calBCE — М — G2a2a1a2a1a (FGC5672) : K1f.[3]

### Средние века
Мадьяры (древние венгры)
- Karos2/30 — Karos–Eperjesszög II — Karos, Венгрия — первая пол. 10 века — K1f.[4]

## Публикации
2016
- Coia, V., Cipollini, G., Anagnostou, P. et al. Whole mitochondrial DNA sequencing in Alpine populations and the genetic history of the Neolithic Tyrolean Iceman. Scientific Reports (14 января 2016).

2017
- Hofmanová Zuzana. Palaeogenomic and biostatistical analysis of ancient DNA data from Mesolithic and Neolithic skeletal remains. Майнцский университет (13 июня 2017).

2018
- Mathieson, I., Alpaslan-Roodenberg, S., Posth, C. et al. The genomic history of southeastern Europe. Nature (21 февраля 2018). Архивировано 19 сентября 2017 года.
- Neparáczki E, Maróti Z, Kalmár T, Kocsy K, Maár K, Bihari P, et al. Mitogenomic data indicate admixture components of Central-Inner Asian and Srubnaya origin in the conquering Hungarians. PLOS One (18 октября 2018).